# Pika

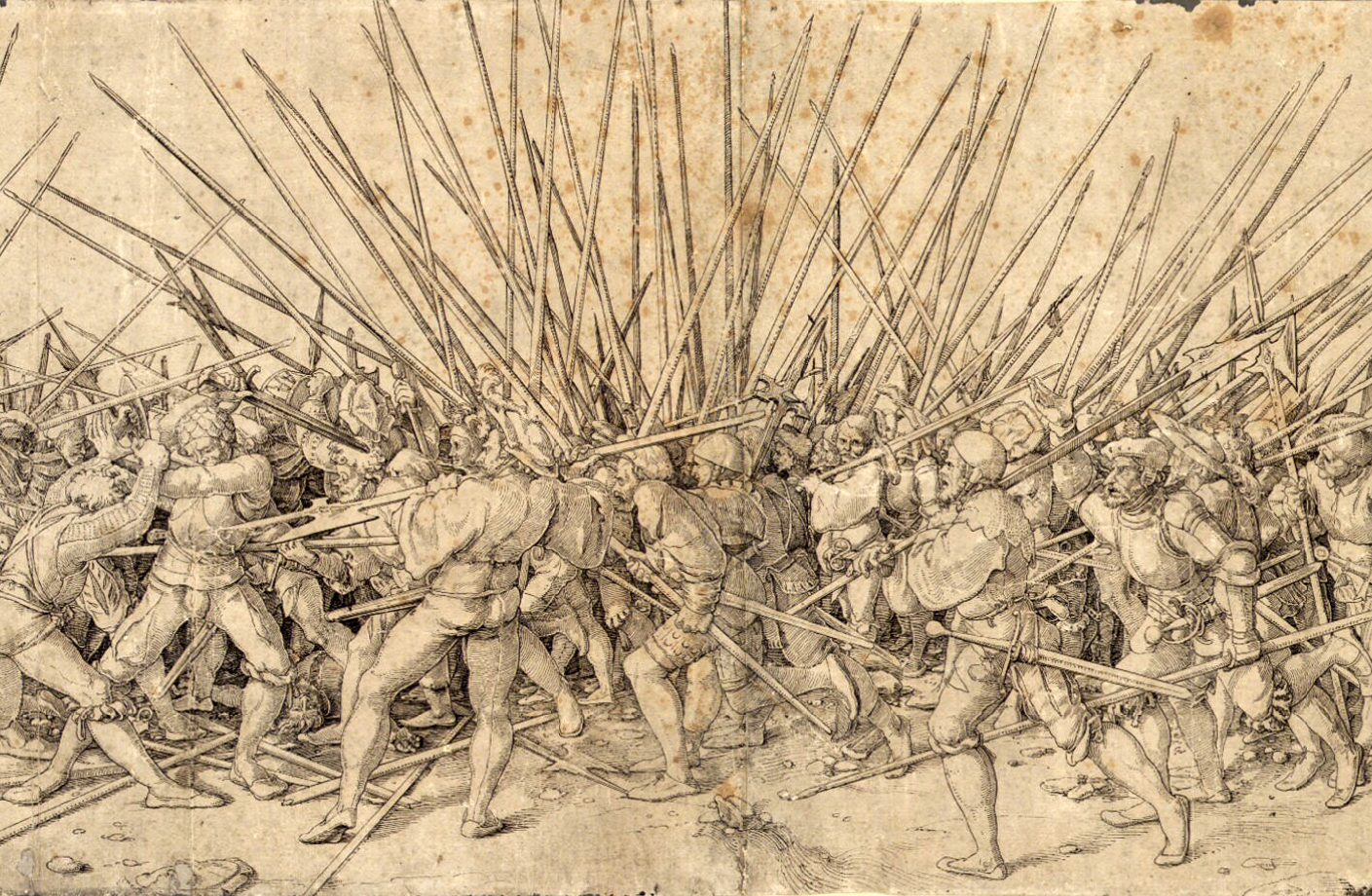
Svájci lándzsások harca a német pikás landsknechtek ellen

A pika (angolul: pike, németül: Pike, Spiess, ill. Spieß, franciául és portugálul: pique, hollandul: piek, svéd és norvég nyelven pik) a hosszú lándzsák típusai közé tartozó szálfegyver. Használóit pikásoknak nevezték. A név feltehetőleg latin eredetű és a „döfni” ill. „szúrni” (pungo) szavakkal van összefüggésben.

## Története
A pika késő középkori-kora újkori alkalmazása az ókori makedón falanxharcászat újjáéledése, amelynek első jelentős példája a morgarteni csata során bevetett svájci négyszögek voltak. Tőlük elsőként a svájci zsoldosok hegemóniáját megtörő német landsknechtek vették át a taktikát, majd a 16. században fokozatosan minden hadsereg szerves részévé vált a pikás katonaság, hogy aztán a szurony megjelenésével a 18. század elején kiszoruljon a lőfegyverek mellől.

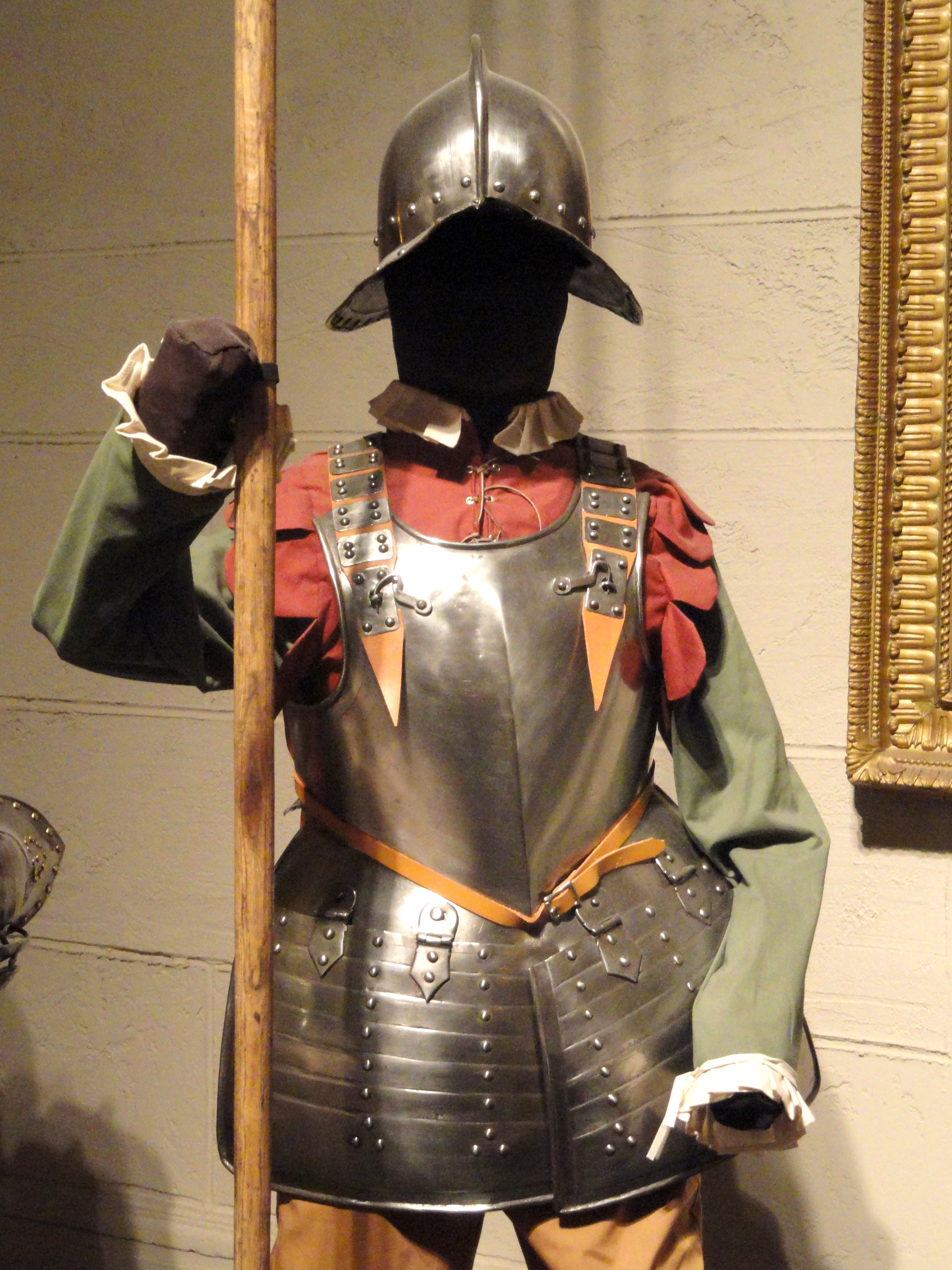
Pikás félvért, London, 1625–1630 Higgins Armory Museum

## Alkalmazása
Egy pikás blokk ereje – akárcsak az ókori elődje, a falanx esetében – a zárt hadrendben rejlett. A 3–5 m hosszú fegyverek lehetővé tették, hogy a katonák akár az ötödik sorból is előreszegezhessék őket.
Gyalogság elleni harc esetén a pikákat fejmagasságban tartva támadott, az első sor pedig az ellenfél hasának szegezhette fegyverét. Azok a katonák, akik nem értek az első sor elé a fegyverükkel, a pikát a társaik feje fölé tartva várták, hogy  beléphessenek a harcba.  
Lovasság ellen a pikások statikus módon védekeztek: a pikát jobb lábbal megtámasztva, ballal előrelépve, a pika hegyét a ló szügyének szegezve várták a támadást.

## A pikás katona
A pikás katona jellemzően páncélt viselt, habár a korábbi lovagi védőfegyverzetnél lényegesen könnyebbet. Sisak, mell- és hátvért, valamint combvértek voltak azok az elemek, amelyeket az egykorú elméleti tanok szükségesnek tartottak. Ezt alkalmanként rákozott vállvértek egészítették ki.
Habár a pikásokra – a korban megszokott módon – maga Wallhausen is duplazsoldosként hivatkozik, ugyanakkor hangot ad azon véleményének, miszerint nem szabadna valóban kétszeres zsoldot kapniuk, hiszen a muskétásnak több és nehezebb a dolga a fegyvere kezelésével.